# Literatura africana
La literatura africana, i principalment la literatura subsahariana, té la característica d'estar enriquida per la tradició oral. Aborda els temes de la civilització africana, els seus costums, les seves cultures, les seves pràctiques, en resum, la reflexió o la imatge de l'Àfrica ancestral. La literatura africana moderna, en canvi, va néixer en contacte amb dos mons, l'occidental i l'africà, mentre que els escrits antics porten al fet que la literatura africana es classifiqui d'entre les més antigues del món.

## Literatura antiga

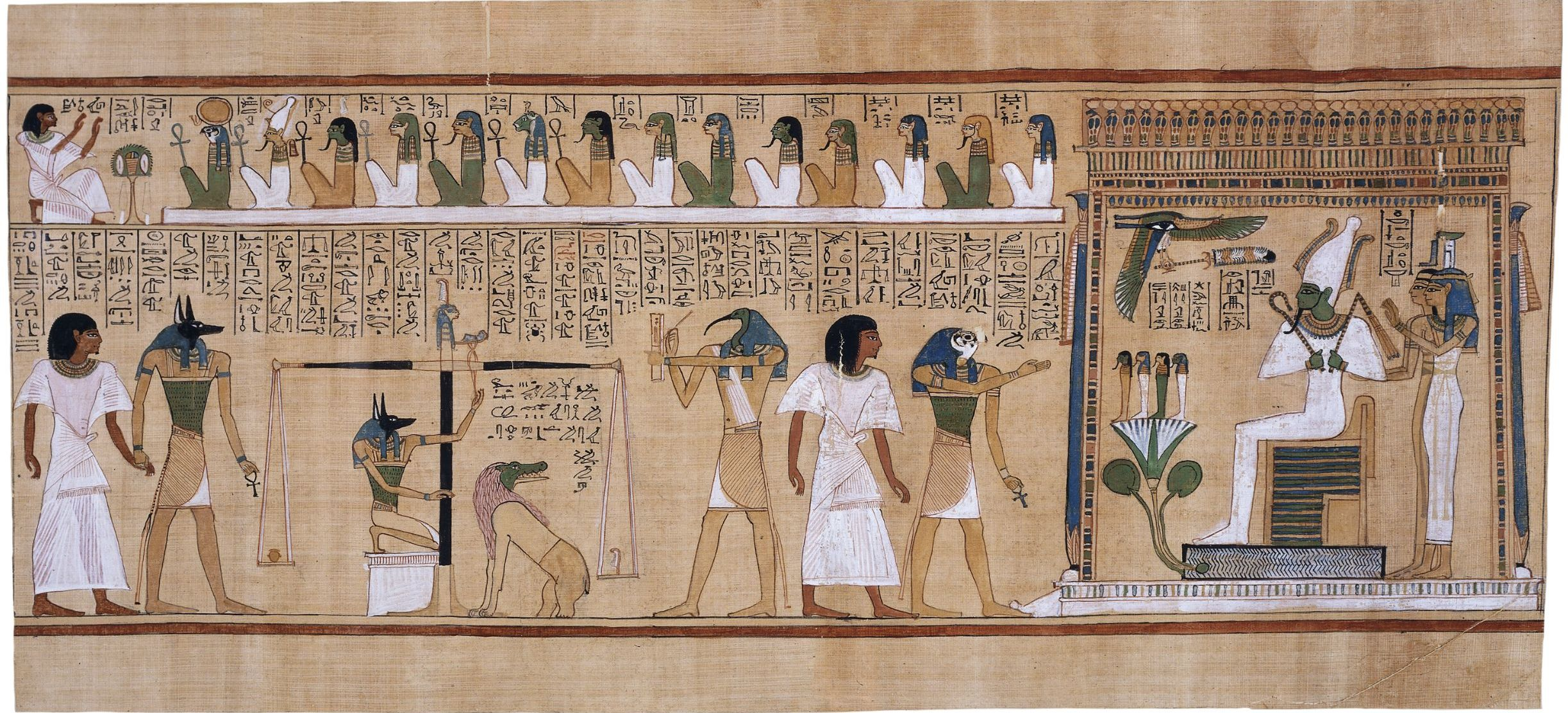
Escena del Llibre dels Morts.

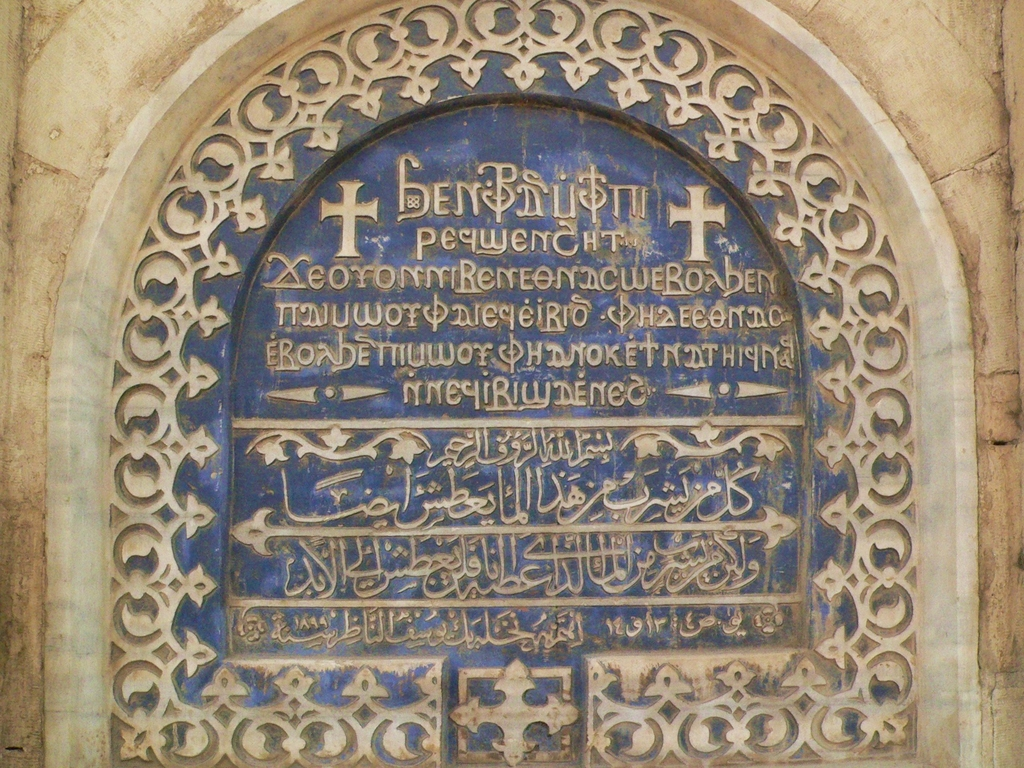
Inscripcions coptes i àrabs en una església del Caire Vell

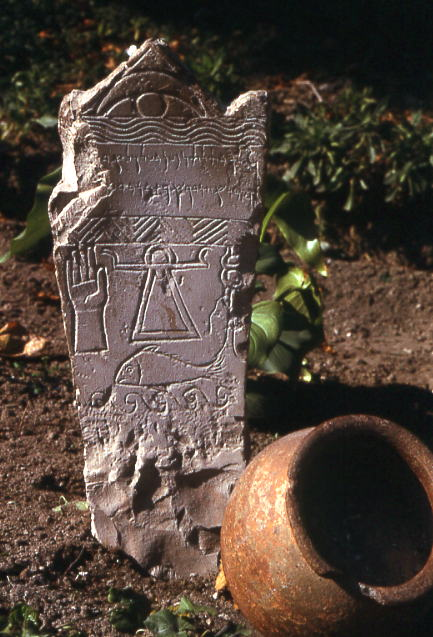
Estela que mostra l'alfabet fenici (Tofet de Salambó, Tunísia).

### Literatura de l'antic Egipte
La literatura de l'Antic Egipte va ser escrita en egipci antic durant diversos segles, des de l'època faraònica fins a la fi del domini romà. Avui dia, aquesta llengua sobreviu amb la llengua copta, que va romandre com a llengua litúrgica de l'Església copta. Així, la literatura egípcia de l'Àfrica és, amb la literatura sumèria de Mesopotàmia, la més antiga del món. La pedra Rosetta és la clau del redescobriment del egipci antic, el coneixement del qual es va perdre des del final de l'era romana. És un fragment d'una estela que mostra el mateix text en jeroglífics, escriptura demòtica i alfabet grec. Descoberta el 1799, durant la campanya egípcia de Bonaparte, va ser traduïda el 1822 pel francès Jean-François Champollion.
Entre les obres més conegudes es troben el Llibre dels Morts dels Antics Egipcis, els Textos de les Piràmides i el Llibre de la Vaca Celestial. En general, aquests llibres estan escrits en escriptura jeroglífica o hieràtica en pergamins de papir, o gravats en parets de pedra en monuments egipcis, en escriptura jeroglífica.

### Literatura fenícia, grega i llatina
La civilització cartaginesa va constituir un gran imperi sorgit en la ubicació de l'ara Tunísia. La seva literatura va desaparèixer després de les guerres púniques, amb la destrucció de les biblioteques de Cartago. Aquesta literatura va ser escrita en fenici i grec antic i els autors més coneguts són Diògenes Laerci i Clitòmac, així com Sancuniató, segons Filó Herenni Bibli.
Durant la dinastia ptolemaica, quan Egipte era una colònia grega, la Biblioteca d'Alexandria va esdevenir la biblioteca més famosa de l'antiguitat. Segons Ibn Khaldun, Amr ibn al-As va destruir aquesta biblioteca el 642 per ordre del califa Úmar ibn al-Khattab.
Després de les guerres púniques, Roma va esdevenir la principal potència del nord d'Àfrica. L'Àfrica romana va produir diverses obres literàries en llatí. Entre els autors més famosos es troben Terenci, Luci Apuleu, Luci Anneu Flor, Sulpici Apol·linar, Noni Marcel, així com gramàtics com Terencià Maure, Marc Corneli Frontó, Gai Mari Victorí o Atilius Fortunatianus. El filòsof i teòleg Agustí d'Hipona, autor de les Confessions, va ser també un autor llatí-amazic. Ell mateix es definia com a escriptor púnic, malgrat la seva llengua materna era probablement el llatí.
Durant l'Edat mitjana, les universitats musulmanes van protegir diversos textos grecs i llatins traduïts a l'àrab. Sense aquesta preservació a l'Àfrica, és probable que diverses obres haguessin desaparegut.

## Literatura gueez

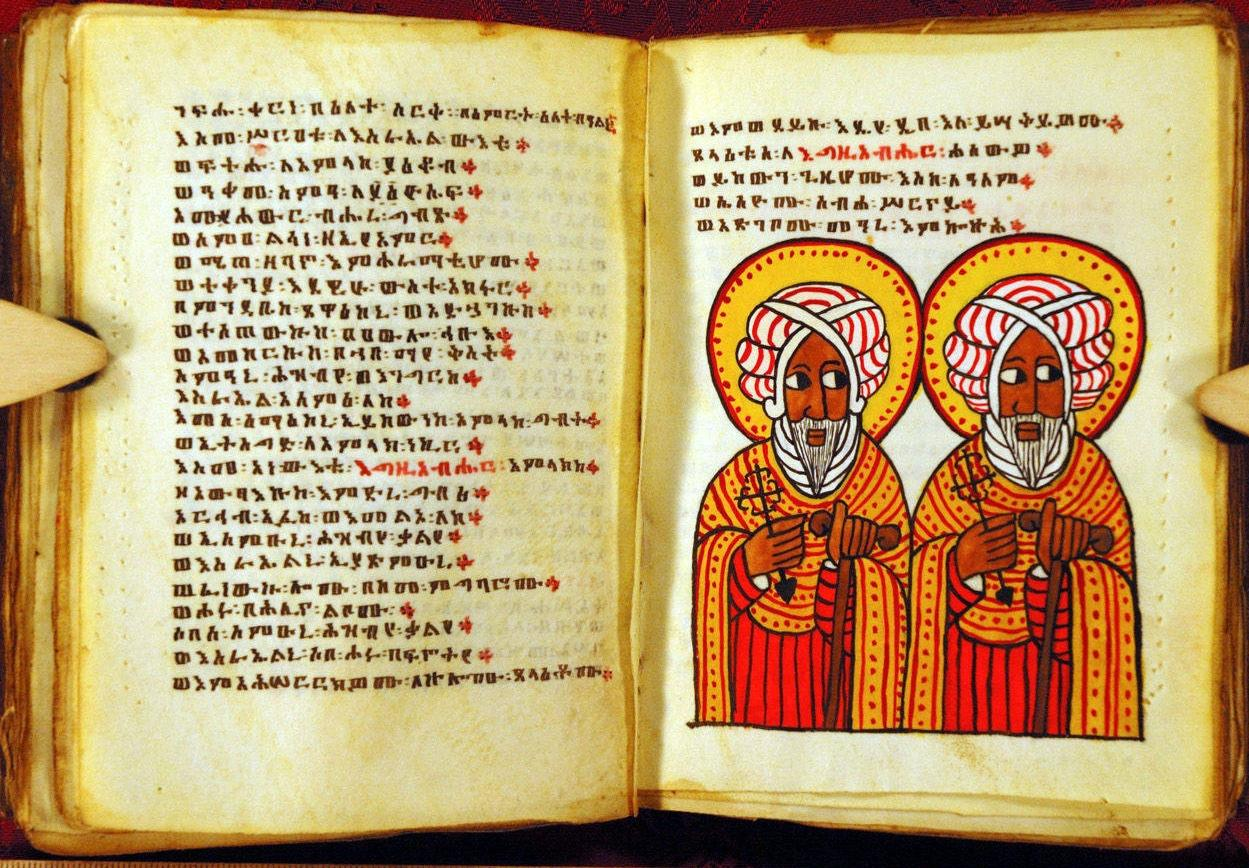
Bíblia etíop del

Etiòpia té una tradició literària molt antiga usant el sistema d'escriptura gueez, que es remunta a la seva època axumita. La literatura antiga, dominada per l'educació religiosa, presenta un contingut fonamentalment moral.
La literatura en gueez va començar a desenvolupar-se al voltant del segle xiii, durant la dinastia Zagwe. Es poden distingir tres grans períodes en el seu desenvolupament modern, del segle xx; el període de l'ocupació italiana (1935-1941), el període posterior a la independència (1941-1974) i el període postrevolucionari (1974-present).
La filosofia escrita etíop abasta dotze segles de producció literària, amb un important període de traducció literària dominat pel Physiologus i el Biä’afä Mikael (El llibre dels filòsofs).

## Literatura amaziga
La família de llengües amazigues inclou el tamazight, el taixelhit, el cabilenc, el rifeny, el shawiya, el shenwa i d'altres, que es van difondre principalment al Marroc, Algèria, Mali i Níger. El tuareg, llengua amaziga del Sàhara central, va ser escrit utilitzant l'alfabet tifinag des del segle iii aC, l'àrab des de l'edat mitjana i ara és l'alfabet llatí oficial a Mali i Níger.
Durant la primavera amaziga (Tafsut Imazighen) el març de 1980, diversos amazics de la Cabília i l'Alger es van manifestar a favor de l'oficialització de la llengua amaziga a Algèria, fet que es va assolir el 2002.

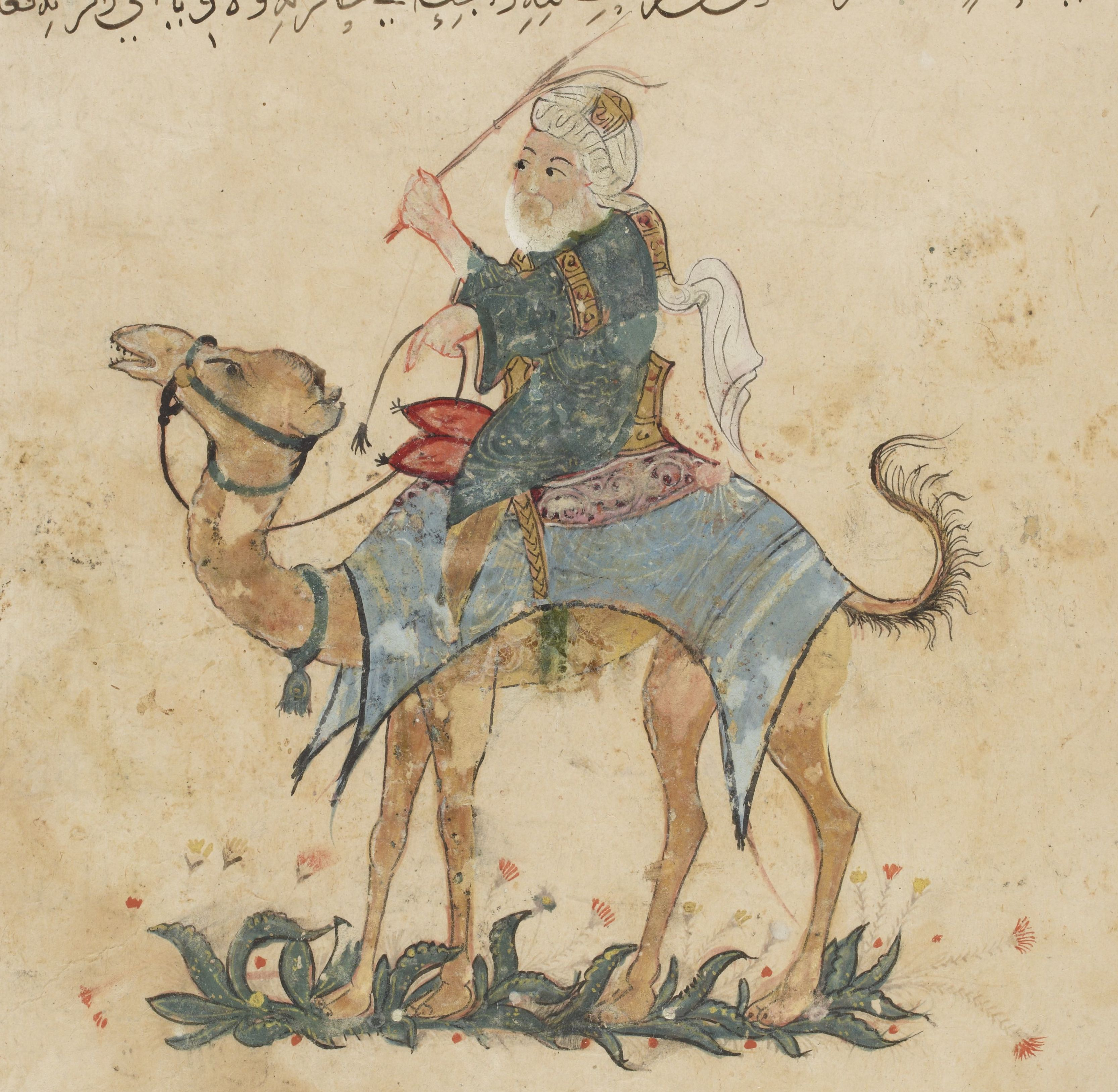
Ibn Battuta, explorador marroquí conegut pels seus quaderns de viatges

## Literatura àrab
Amb la conquesta musulmana d'Egipte i el Magrib a partir del segle xvi, la llengua àrab es va estendre per l'Àfrica. Els centres escolars més importants de l'època es trobaven al Caire i Alexandria, Egipte, i a Tombouctou, Mali, on es troba l'antiga Universitat de Sankore. Avui dia, s'estima que hi ha almenys 300.000 manuscrits ocults en biblioteques i col·leccions privades de Tombouctou, la majoria d'ells en àrab, i alguns en ful i songhai.
Entre els escriptors de parla àrab, els més famosos són l'explorador medieval marroquí Abu-Abd-Al·lah Muhàmmad ibn Abd-Al·lah ibn Battuta i l'historiador tunisià Walí-ad-Din Abd-ar-Rahman ibn Muhàmmad ibn Muhàmmad ibn Abi-Bakr Muhàmmad ibn al-Hassan. A l'època contemporània cal esmentar l'escriptor egipci en àrab, Naguib Mahfouz, guardonat amb el Premi Nobel de Literatura el 1988.

## Literatura oral i escrita subsahariana

### Literatura oral
A l'Àfrica Occidental, la literatura sovint és oral, va acompanyada de música, i és transmesa pels griots, els quals reben una formació especialitzada i parlen les llengües nigerià-congoleses.
Aquesta literatura oral es transmet en forma de prosa o poesia. La prosa sovint tracta temes mitològics o històrics, la poesia, sovint cantada, pren la forma d'epopeia narrativa, poesia ritual, epigrames, proverbis, enigmes, poemes a reis i d'altres personalitats destacades, i hi ha una forta tradició de cançons d'amor o de treball.

## Literatura africana en portuguès
Àfrica té diverses excolònies portugueses, membres de la Comunitat de Països de Llengua Portuguesa (Angola, Cap Verd, Guinea Bissau, Moçambic i São Tomé i Príncipe). La literatura d'aquests països sovint tracta temes com els prejudicis o l'exclusió social, si bé durant el segle xx la temàtica més comuna era l'anhel de deslliurar-se del domini portuguès. Un dels trets característics de la literatura africana en portuguès és el desarrelament amb països veïns i la similitud amb altres països de la CPLP; així, les obres angoleses tenen més a veure amb les de Moçambic o Cap Verd (o inclús amb el Brasil) que no pas amb les congoleses.
Entre els autors més destacats es troben José Eduardo Agualusa, José Luandino Vieira, Eugénio Tavares, Eduardo White, Noémia de Sousa, José Craveirinha, Arménio Vieira, Mia Couto o Paulina Chiziane.